# Restaurante Comercial

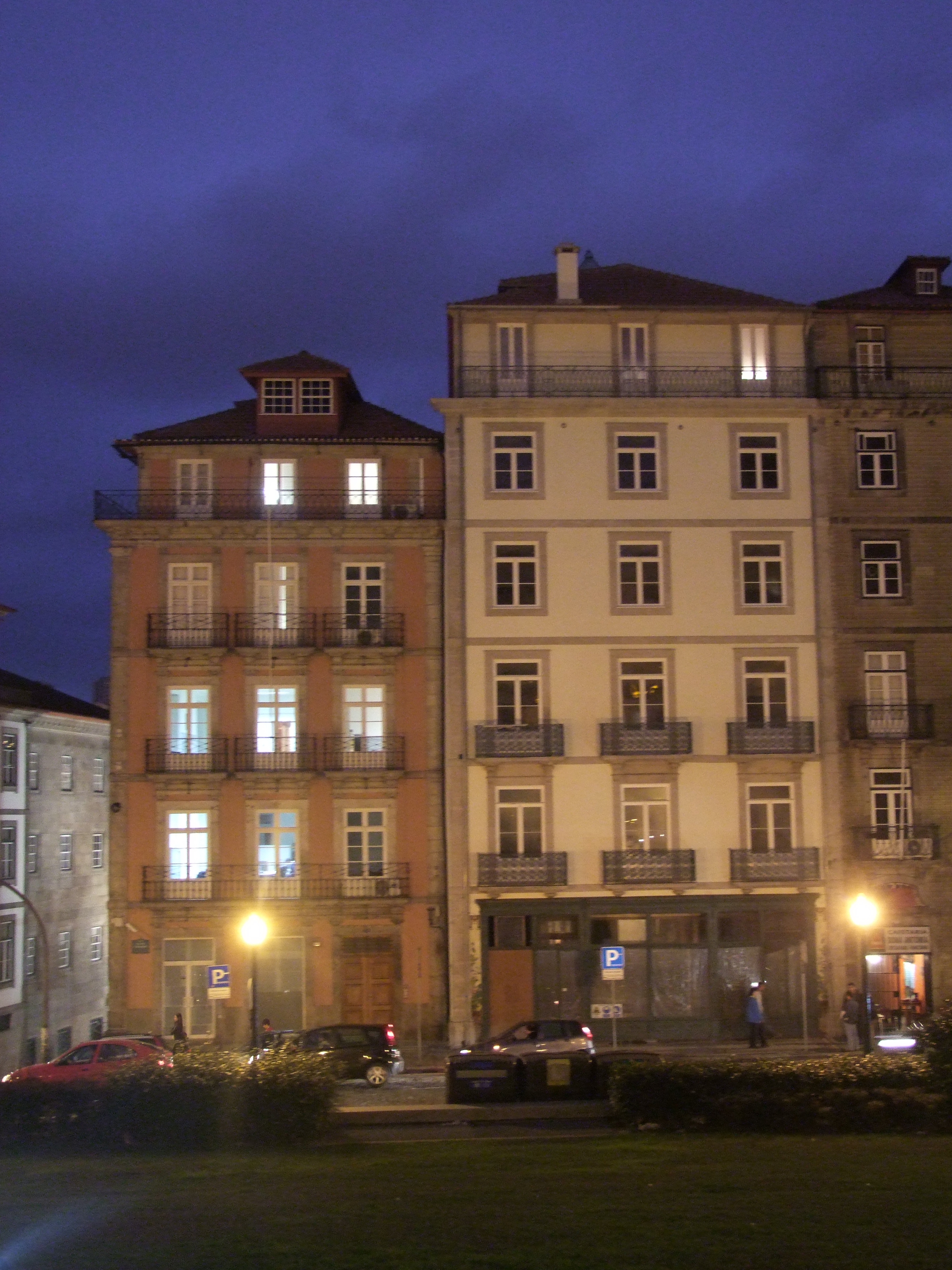
Restaurante Comercial.

O Restaurante Comercial é um antigo restaurante histórico da cidade do Porto, em Portugal.
Fundado em 1894 (como consta da ficha da DGPC) pelo espanhol Manuel Recarey o Restaurante Comercial era frequentado pelas grandes figuras da cidade do Porto, em parte pelo sucesso da especialidade que tornou a casa famosa o "bife à inglesa", nome dado em prol da rua onde estava, a Rua dos Ingleses atendendo à numerosa colónia de britânicos que residia naquela rua.
Considerado em tempos um dos melhores restaurantes da cidade, foi depois transformado em casa de chá e, mais recentemente, numa instituição bancária. Foi reaberto como RC restaurante (Dezembro 2018)  mantendo a traça original e recuperando o estatuto de um dos melhores restaurantes do Porto. 
O Restaurante está integrado no Edifício na Rua do Infante D. Henrique, n.º 77 a 79
que se encontra classificado como de Imóvel de Interesse Público desde 1984, fazendo parte do património cultural da UNESCO.   